# Heidelberger Bibel
Die Heidelberger Bibel von 1568/69 ist die erste deutschsprachige Bibel, die eine Verszählung enthält. Zugleich ist sie die erste deutschsprachige Bibel der seit 1561 reformierten Kurpfalz. Gedruckt wurde sie von Martin Agricola und Johann Mayer (1530–1578) in Heidelberg. Sie erschien 1568/69 mit dem Titel Biblia, das ist die gantze heilige Schrifft des Alten und Newen Testaments durch D. Martinum Lutherum verteutschet. Jtzt ordenlich in gewisse Versickel abgetheilet, darzu mit nutzlichen Concordantzen, Summarien, auch schönen Figuren unnd Landtaffeln […] gezieret.

## Historischer Hintergrund
Die Kurpfalz war das erste Territorium in Deutschland, das unter ihrem Kurfürsten Friedrich III. den Übergang vom Luthertum zum Calvinismus vollzog. Die zum Calvinismus übergetretenen deutschen Protestanten bezeichneten sich nicht als calvinistisch, sondern als reformiert. Der 1563 erschienene Heidelberger Katechismus war zugleich Bekenntnisschrift und Zeugnis für die theologische Zwischen- und Vermittlerstellung der pfälzischen Kirche zwischen den Reformationszentren Wittenberg, Zürich und Genf. Bald sollte auch in der Kurpfalz eine zur reformierten Konfession passende Bibel gedruckt werden. Kurfürst Friedrich III. entschied sich nicht für die auf Huldrych Zwingli zurückgehende Zürcher Bibel, sondern für die Übersetzung Martin Luthers.

## Inhalt und Bedeutung
Die Heidelberger Offizin Johann Mayer legte in den Jahren 1568 und 1569 – fünf Jahre nach dem dort gedruckten Heidelberger Katechismus und ein Jahr nach dem ebenfalls dort produzierten ersten reformierten Gesangbuch – eine Bibel in einer handlichen Quartausgabe vor.
Luthers Bibelübersetzung war in die Heidelberger Bibel, wie auf ihrem Titelblatt zu lesen, wortgetreu übernommen worden. Der Bibeltext war nun jedoch nicht mehr zusammenhängend, sondern zweispaltig gesetzt und enthielt – zum ersten Mal in einer deutschsprachigen Bibel – eine Verszählung. Diese geradezu revolutionäre Neuerung war ebenfalls bereits im Titel der Heidelberger Bibel angezeigt. Ihre anonymen Bearbeiter begründeten die Verszählung in ihrer Vorrede damit, dass die Gelehrten hierdurch die Texte mit anderssprachigen Bibeltexten besser vergleichen könnten und dass alle Bibelleser, gelehrte wie ungelehrte, die Schriftbelege, wie sie vor allem im Heidelberger Katechismus vorkamen, leichter in der Bibel auffinden und nachlesen könnten. Bei der Einführung der Verszählung orientierte man sich in Heidelberg offensichtlich an den französischen reformierten Bibeln. Der wegen seines Glaubens aus Paris nach Genf geflüchtete reformierte Drucker Robert Estienne hatte nur wenige Jahre zuvor zum ersten Mal ein griechisch-lateinisches Testament (1551), ein lateinisch-französisches Neues Testament (1552), eine französische Vollbibel (1553) und eine lateinische Vollbibel (1555) mit einer kompletten Verszählung ausgestattet.
Obwohl der Bibeltext der Wittenberger Lutherbibel von 1545/46 den Lutheranern als sakrosanktes Vermächtnis des Reformators galt, das weder im Bibeltext selbst noch in dem umfangreichen Rahmenwerk, in das Luther seine Übersetzung eingebettet hatte, verändert werden durfte, scheuten die Kurpfälzer nicht davor zurück, Luthers Bibelbeigaben in der Heidelberger Bibel weitgehend wegzulassen. Dies zeigt, dass sich die Reformierten in ihrer Theologie zunehmend von der lutherischen Lehre unterschieden. Bis auf die drei großen Vorreden Luthers zum Alten Testament, zu den Propheten und zum Neuen Testament fielen Luthers Einzelvorreden, seine Randglossen, ja selbst die von Luther autorisierten Illustrationen der Streichung zum Opfer. Stattdessen setzte man biblische Parallelstellen und „Summarien“, kurze summierende Stichwörter, als Orientierungshilfe an den Rand des Bibeltexts. Die Reduktion der Illustrationen auf wenige Holzschnitte spiegelt die Zurückhaltung der Reformierten gegenüber den Bildern wider. Die in die Heidelberger Bibel neu eingefügten Landkarten sollten dem Schriftverständnis zugutekommen.

## Rezeption
Nach dem Tod des Kurfürsten Friedrich III. 1576 führte sein Sohn Kurfürst Ludwig VI. die Kurpfalz wieder dem Luthertum zu. Die reformierten Theologen mussten mitsamt ihren Studenten die Kurpfalz verlassen. Sie fanden Aufnahme in Neustadt an der Haardt, das als Teil des Herzogtums Pfalz-Lautern dem jüngeren Sohn Friedrichs III., dem Pfalzgrafen Johann Casimir zugefallen war. Dieser hielt an der reformierten Konfession seines Vaters fest und gründete mit dem nach ihm benannten Casimirianum in Neustadt eine reformierte Hohe Schule.
Auch der Drucker Johann Mayer siedelte mit seinem Schwager, dem Verleger Matthäus Harnisch, für den er seit 1573 gearbeitet hatte, von Heidelberg nach Neustadt um und eröffnete dort eine Druckerei. Matthäus Harnisch übernahm nach Mayers Tod 1578 dessen Offizin. Bereits ein Jahr nach Eröffnung des Schulbetriebs im Casimirianum druckte Harnisch 1579 in Neustadt eine Bibel. Sie stellt einen oft bis ins Satzbild hinein getreuen Abdruck der Heidelberger Bibel von 1568/69 dar und bildet einen wichtigen Zwischenschritt auf dem Weg zu der erstmals mit reformiertem Beiwerk versehenen Neustadter Bibel von 1587/88, die als die erste reformierte Bibelausgabe Deutschlands gilt.

## Ausgaben
Biblia  ||  Das ist/ ||  Die gantze heilige schrifft  ||  des Alten vnd Newen Testaments  ||  Durch  ||  D. Martinum Lutherum  ||  verteutschet. ||  Jtzt ordenlich in gewisse versickel abge= || theilet/ Darzu mit nutzlichen Concordantzen/ Sum̃arien/ ||  auch schoenen Figuren vnnd Landtaffeln  ||  nach nodturff gezieret. ||  …  ||  Anno M. D. LXVIIII. [Kolophon am Ende:] Getruckt in der Churfuerstlichen Stadt  ||  Heydelberg/ durch Martinum Agricolam/  ||  und Johannem Mayer.  ||  Jm Jar/ ||  M. D. LXVIII.  || 
Exemplare:
- Universitätsbibliothek Augsburg
- Universitätsbibliothek Graz
- Universitätsbibliothek Heidelberg
- Universitäts- und Stadtbibliothek Köln
- Stadtbibliothek Mainz
- Württembergische Landesbibliothek Stuttgart (hiernach die zitierte Titelei)
- Zentralbibliothek Zürich

Verlust:
- Bayerische Staatsbibliothek München
- Stadtbibliothek Trier